# Vierge aux épis

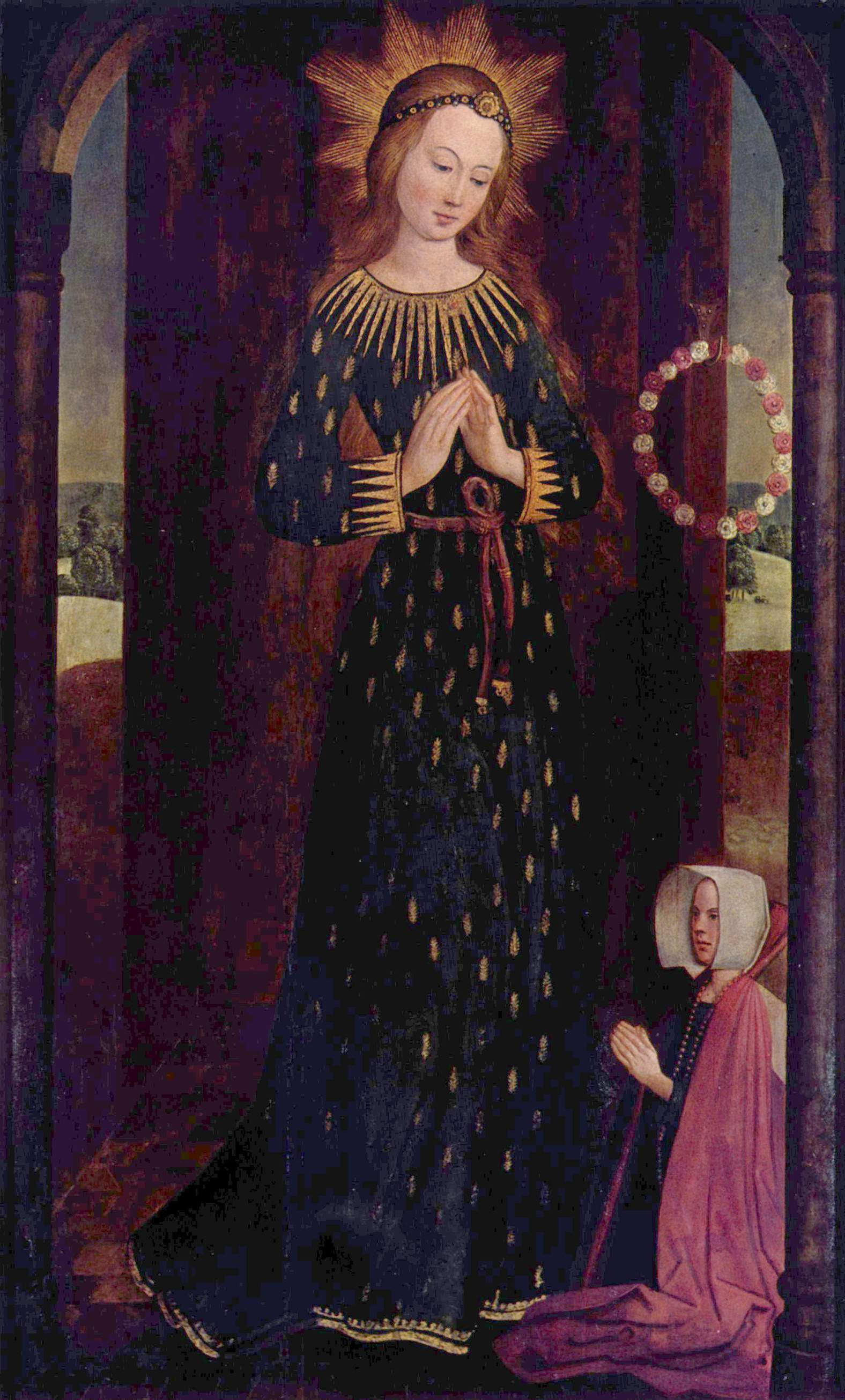
Hinrik Funhof, Vierge aux épis (vers 1480), Kunsthalle de Hambourg.

La Vierge aux épis (en allemand Maria im Ährenkleid ou Ährenkleidmaria) est la représentation de Marie, encore adolescente et sans enfant, dans une robe constellée d'épis. Autour des poignets et du cou, des collier en forme de rayons bordent sa robe ; la taille est entourée d'une fine ceinture. Debout, elle a les mains jointes en prière, ses longs cheveux dénoués tombent sur son dos. Elle est représentée dans une église ou un temple, d'où elle tire le nom Tempeljungfrau.
Les représentations sont assez rares et se trouvent principalement dans le Sud de l'Allemagne, l'Autriche et le Nord de l'Italie, entre la fin du Moyen Âge et de la Première Renaissance.

## Origine

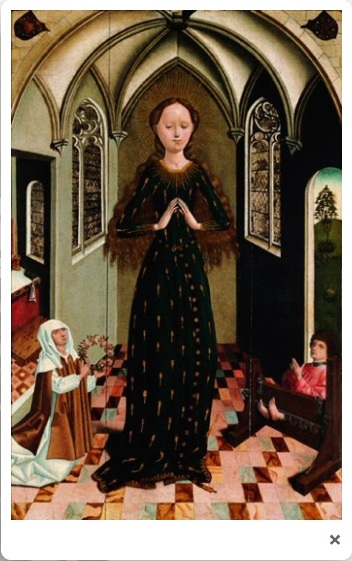
Maître westphalien de 1473 (?), Vierge aux épis, église Sainte-Marie-des-Prés de Soest.

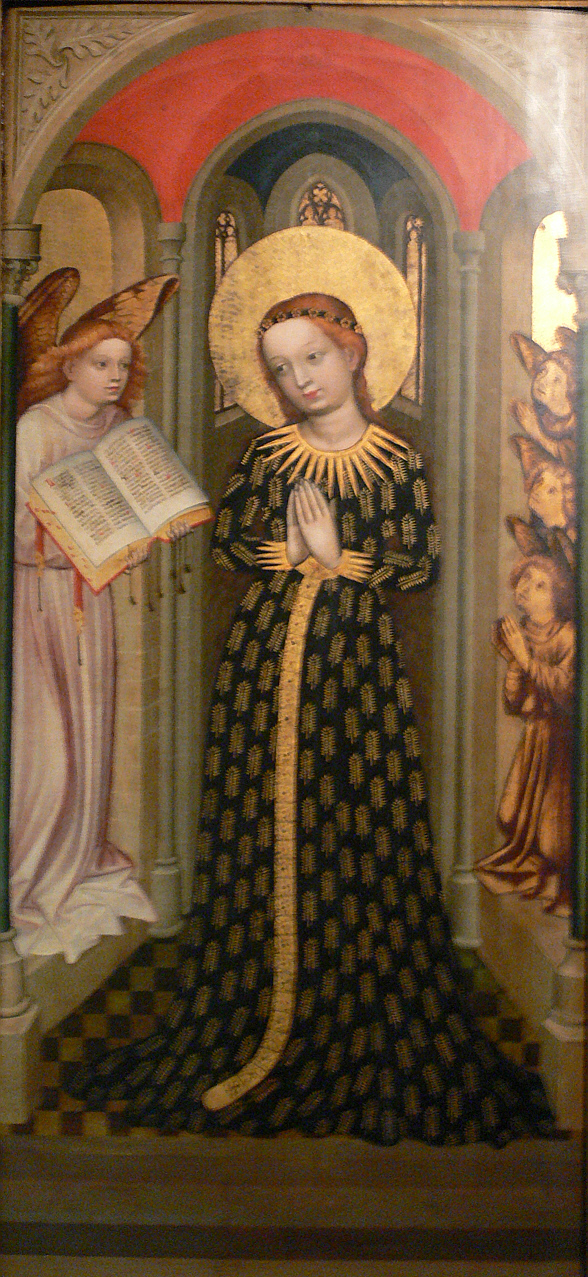
Maître du retable de Bamberg de 1429, Maria im Ährenkleid (vers 1430), Bayerisches Nationalmuseum, Munich.

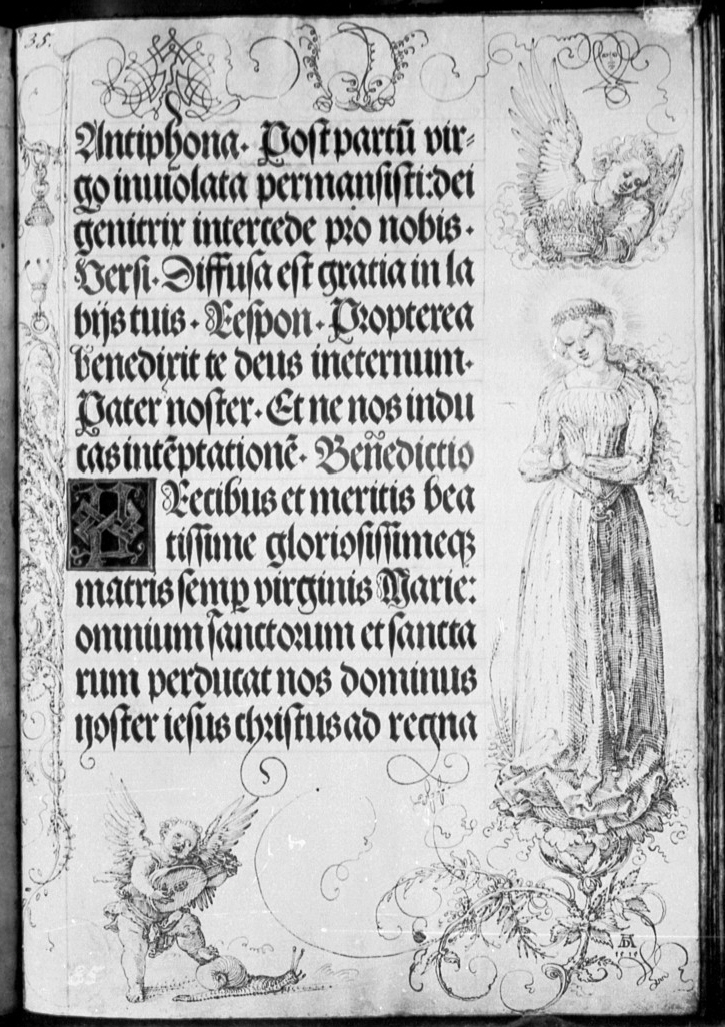
Livre d'heures de l’empereur Maximilien Ier (1514-1515), dessin d'Albrecht Dürer.

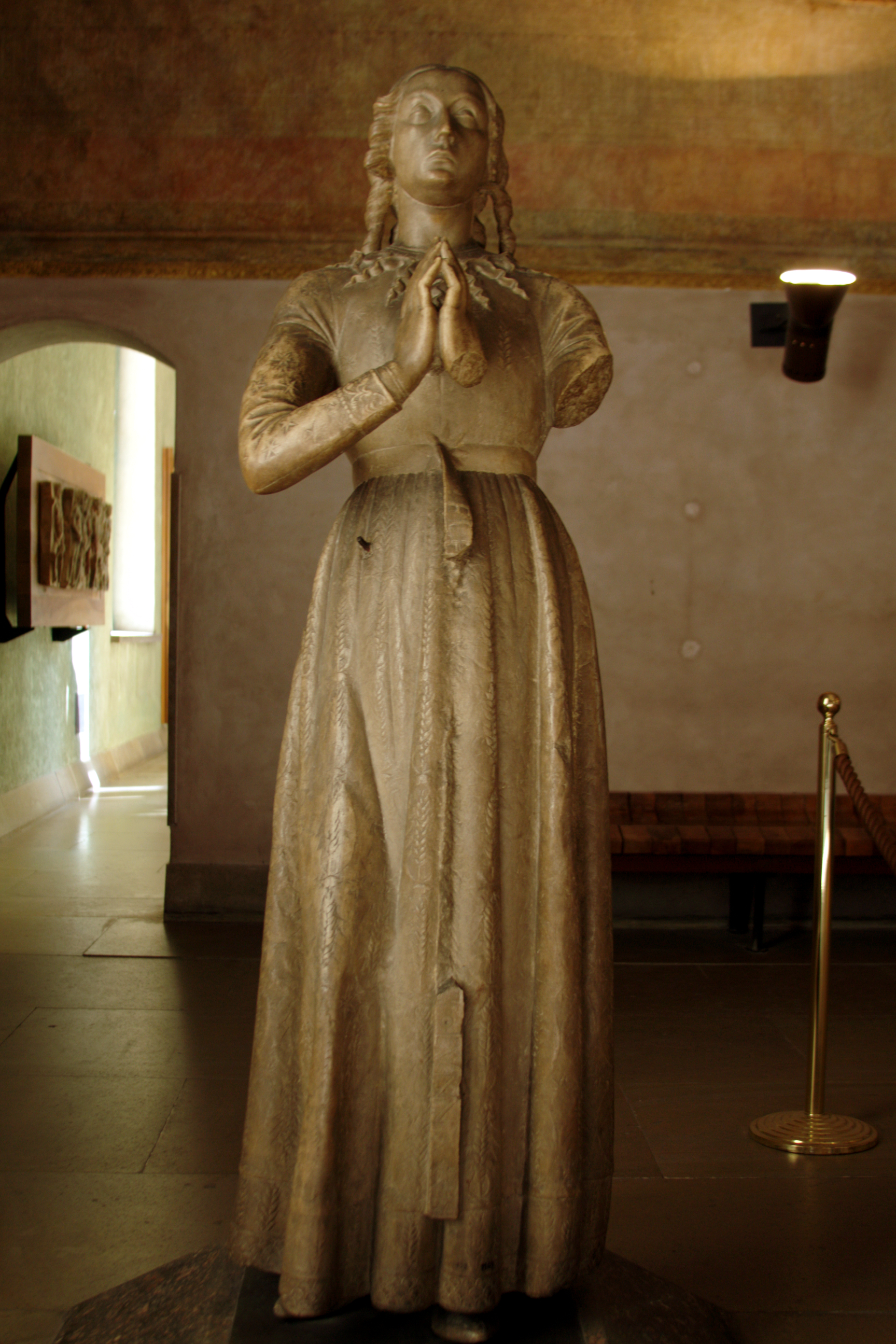
Pietro Antonio Solari, Madonna del coazzone, château des Sforza, Milan.

La première représentation connue date d'avant 1387, et est localisée à Milan. Une sculpture en argent de la Vierge aux épis, connue sous le nom de Madonna del coazzone ou del quazono, qui se trouvait autrefois au dôme de Milan. Elle est don de la colonie allemande « ex partibus Germaniae », et est alors l'objet d'une vénération toute spéciale de la part des Allemands. Lors de la reconstruction du dôme, la statue est perdue; elle est plusieurs fois remplacée, par un tableau en 1465 et par une statue en marbre sculptée par Pietro Antonio Solari peu avant 1485, conservée au château des Sforza. Plusieurs gravures sur bois se réfèrent explicitement à l'un de ces tableaux et donnent des indications sur la signification de l'image. Il a été suggéré que cette représentation milanaise est elle-même inspirée d'une image déjà connue en Allemagne du Sud, et qu'elle s'est répandue ensuite.
Les images représentent toutes la figure élancée d'une Marie adolescente debout avec des attributs communs, à savoir les cheveux dénoués, le col et les poignées de la robe munis d'une bordure en forme de flammes, les mains jointes en prière, et surtout la robe constellée d'épis, la taille entourée d'une fine ceinture. Les tableaux et sculptures des années aux alentours de 1500 présentent tous ces attributs. Sur certaines des peintures, on voit aussi parfois une couronne de roses, soit accrochée au mur, soit offerte par la donatrice. On trouve également, mais plus rarement, des Vierges avec enfant portant la robe constellée d'épis, et des Vierges au milieu d'étoiles.
Qu'il s'agisse de peintures, de gravures sur bois ou de sculptures, le thème de la Vierge à épis est particulièrement répandu au XVe siècle dans l'Allemagne du Sud, en Autriche, dans la région de Salzbourg, et en Suisse. Au cours du XVIe siècle, l'importance de ces représentations diminue et se transforme en petites images de prière que l'on retrouve, dans l’espace germanophone, répandues et appréciées comme images pieuses jusqu'à la fin du XVIIIe siècle. La représentation de la Vierge aux épis est isolée, c'est-à-dire qu'elle ne figure pas dans un cycle du type Vie de Marie. Elle pourrait pourtant trouver une place entre deux moments de la vie de Marie assez souvent dépeints, à savoir la présentation de Marie au temple et son mariage avec Joseph. Durant cette période que Marie passe au Temple, sous la protection du grand prêtre, elle étudie et sert Dieu par des prières. Sur l'image du maître du retable de Bamberg, Marie est devant un ange portant ouvert un livre dans lequel Marie semble lire. Toutes ces images montrent Marie à l'intérieur d'un temple, qu'elle remplit d'ailleurs de toute sa hauteur. Elle est aussi appelée « Tempeljungfrau » pour cela.

## Signification

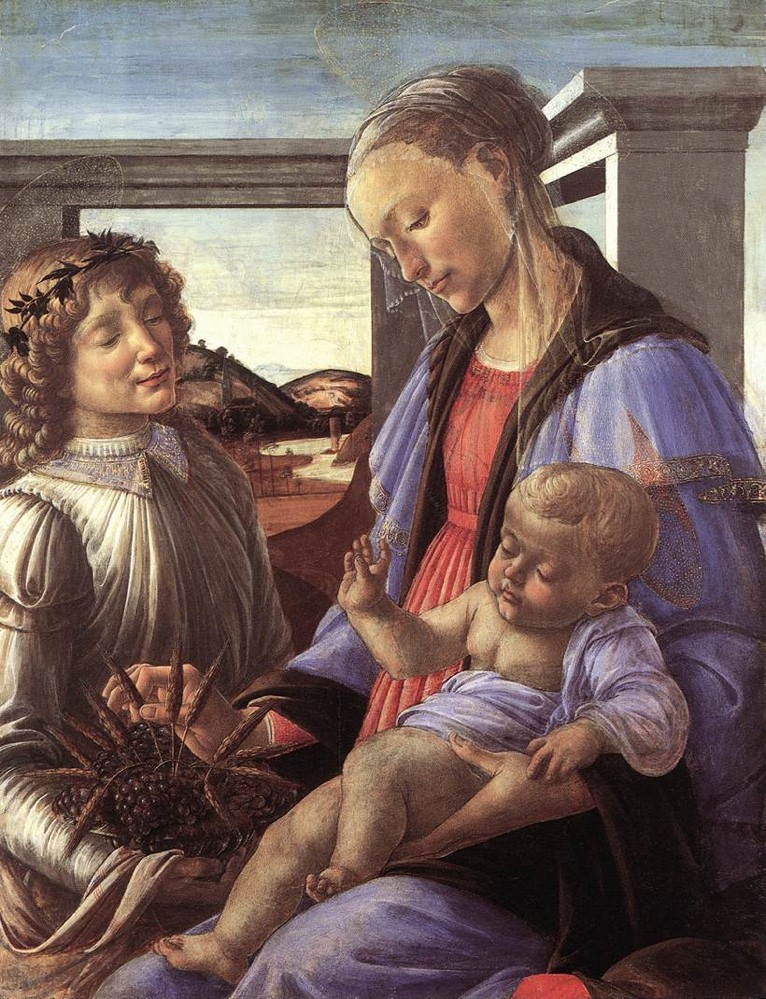
Botticelli, Vierge à l'Enfant avec épis et raisin (1470), Boston.

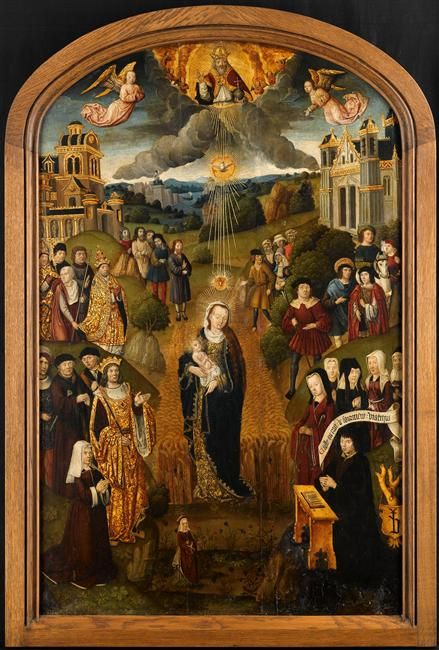
Vierge au froment, musée de Cluny.

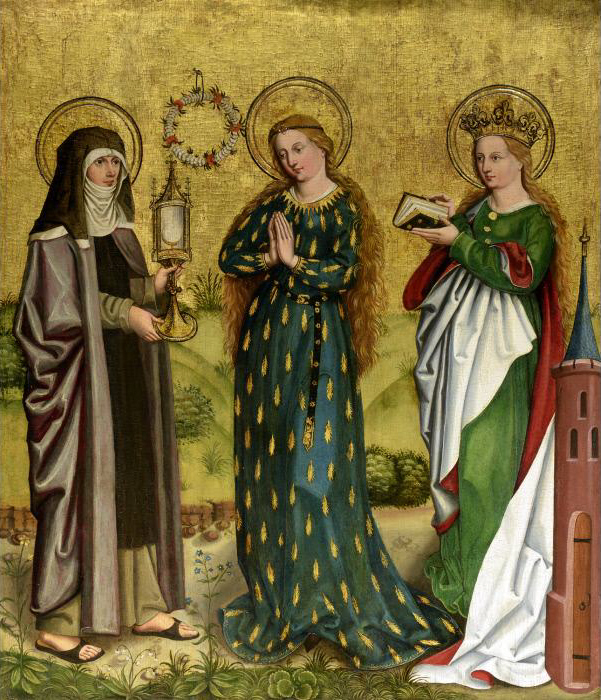
Vierge aux épis entourée des saintes Claire et Barbe vers 1470-1480, Nasher Museum of Art at Duke University.

La symbolisme représenté par la robe constellée d'épis peut donner lieu à plusieurs interprétations. On trouve des références bibliques ou des exégètes à « Marie, champ qui produit du bon froment », ou dans le Cantique des Cantiques (7:3) qui parle à la fiancée en ces termes : « Ton corps est un tas de froment, Entouré de lys » ce que l'on pourrait voir comme une fiancée mystique du Christ. La couronne de flammes au cou peut être comprise comme un symbole de lumière, et la ceinture est un signe de virginité. L'étoile la plus brillante de la constellation de la Vierge est « spica », nom latin pour « épi »; elle peut être vue comme symbole de Marie. André Pigler, ancien conservateur du musée des beaux-arts de Budapest considère cette interprétation avec circonspection; il estime qu'une interprétation purement eucharistique est plus vraisemblable qu'un rattachement à une symbolique antérieur.
Une légende explique l'origine des Vierges aux épis milanaises comme offrande votive : « Un marchand condamné à mort dans un pays lointain, à qui la Vierge aux épis apparaît une nuit, lui promet d'offrir une image dans le dôme de Milan, sur quoi il retrouve miraculeusement la liberté ». Une autre représentation, celle de l'église Sainte-Marie-des-Prés de Soest, montre une donatrice en prière d'un côté offrant une couronne de roses, et de l'autre un prisonnier dont les pieds sont pris dans un carcan. Il s'agit là peut-être également d'une image votive.
Pigler constate que les épis, avec la vigne, sont deux symboles de la rédemption. Ils représentent le pain et le vin de l'eucharistie, et la chair et le sang du Christ, comme ils figurent associés par exemple dans la Vierge à l'Enfant avec un ange de Botticelli, conservée à Boston.
Le blé ou le froment produit par un champ, symbole de la terre nourricière, est également transféré à la jeune Marie, traitée dans les visions chrétiennes du Moyen Âge de terra, ager ou area. La Vierge est le champ de blé qui donne le pain de l'éternité. Cette vision est présente presque littéralement dans le tableau étonnant de la Vierge au froment, provenant de l'église Saint-Vulfran d'Abbeville et conservé au musée de Cluny.

## Iconographie
Sculpture
- Milan, Château des Sforza : statue de marbre sculptée par Pietro Antonio Solari peu avant 1485 pour le Dôme de Milan. (Le bras gauche manque, ainsi qu'une partie de la ceinture.)
- Bonn, Rheinisches Landesmuseum, sculpture en bois, vers 1450.
- Brème, Focke-Museum (de) : Vierge aux épis en Sainte Anne trinitaire  dans un lustre sculpté, vers 1500.
- Ravensbourg, Église Mariatal près de Weißenau : Vierge aux épis en haut-relief. (Encore reconnaissable aux rayons de l'encolure. À ses pieds, l'abbé Johann Maiger (1495–1523), identifié par son blason.)

Peinture
- Munich, Bayerisches Nationalmuseum : Panneau du Maître du retable de Bamberg de 1429 (de), vers 1430. (Un ange présente un livre de prières à la Vierge somptueusement vêtue ; à droite trois anges superposés sont en prières.)
- Soest, Wiesenkirche : panneau vers 1450-1480. (Attribué au Maître westphalien de 1473 ; la donatrice offre la couronne de roses; à droite un prisonnier dont les pieds sont pris dans un carcan.)
- Hambourg, Kunsthalle : panneau de Hinrik Funhof, vers 1480-1485.
- Weimar, Schlossmuseum (de) : panneau de l'atelier de Lucas Cranach l'Ancien, 1518. (La Vierge est debout devant un haut pupitre. À l'avant du pupitre, un vase contenant des lys, mais ce vase et les fleurs sont couverts par un voile.)
- Prague, Galerie nationale : Volet du retable du Maître du retable de Litoměřice, vers 1500.
- Durham (Caroline du Nord) Nasher Museum of Art at Duke University (en) : Panneau de retable, Vierge aux épis entourée des saintes Claire et Barbe, vers 1470-1480. (Les trois personnes sont debout devant un fond doré. En plus des attributs usuels - y compris la couronne de roses accrochée au mur - un panier en osier entre la Vierge et sainte Barbe.)
- Paris Musée de Cluny : Vierge au froment, provenant de l'église Saint-Vulfran d'Abbeville. (Ce tableau n'est pas une Vierge aux épis stricto-sensu. Elle présente, outre le donateur, le roi Louis XII et le pape Alexandre VI accompagnés de leurs suites, avec la devise « Vallee ou crut le fourment viatique ».)

Dessin
- Munich, Bayerisches Nationalmuseum :  Livre d'heures de l’empereur Maxilimien Ier, dessin d'Albrecht Dürer, folio 51r. 1514-1515.

Gravure sur bois
- Munich, Staatliche Graphische Sammlung : gravure sur bois, vers 1450-1460.
- Zurich, Collections de l'École polytechnique fédérale de Zurich : gravure sur bois, vers 1465. (Dans cette gravure, la Vierge est insérée dans un long texte qui peut être votif ou explicatif. Elle est debout dans ce qui pourrait être un champ de blé.)
- Copenhague, Musée national : gravure sur bois, XVe siècle.

## Autres images

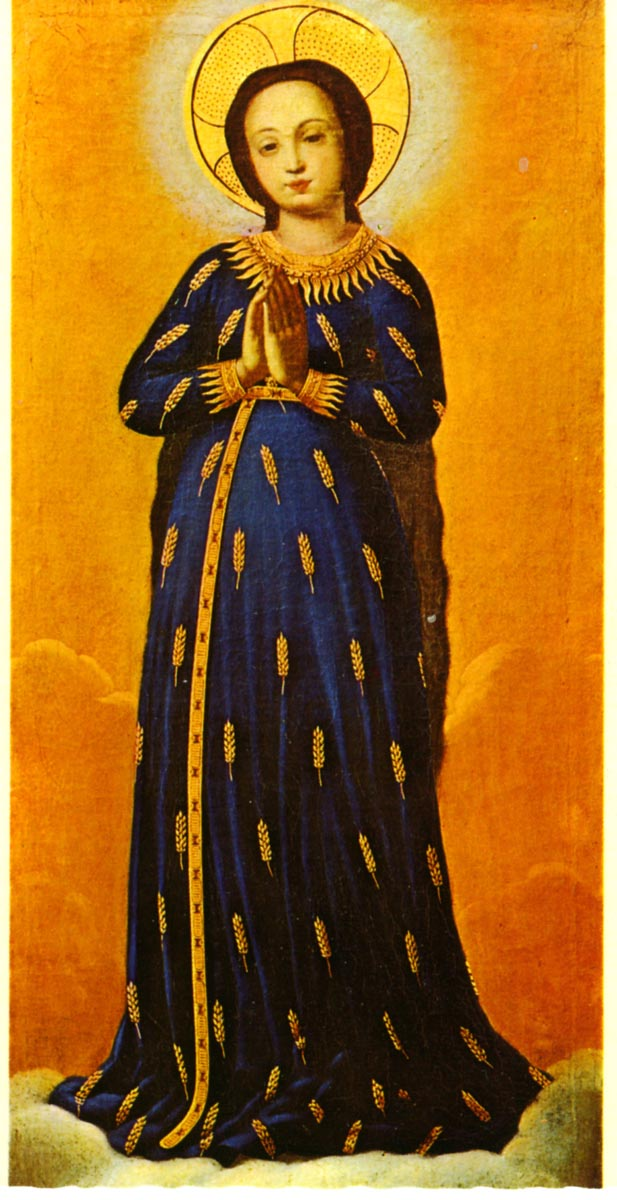
Vierge aux épis (Salzbourg).
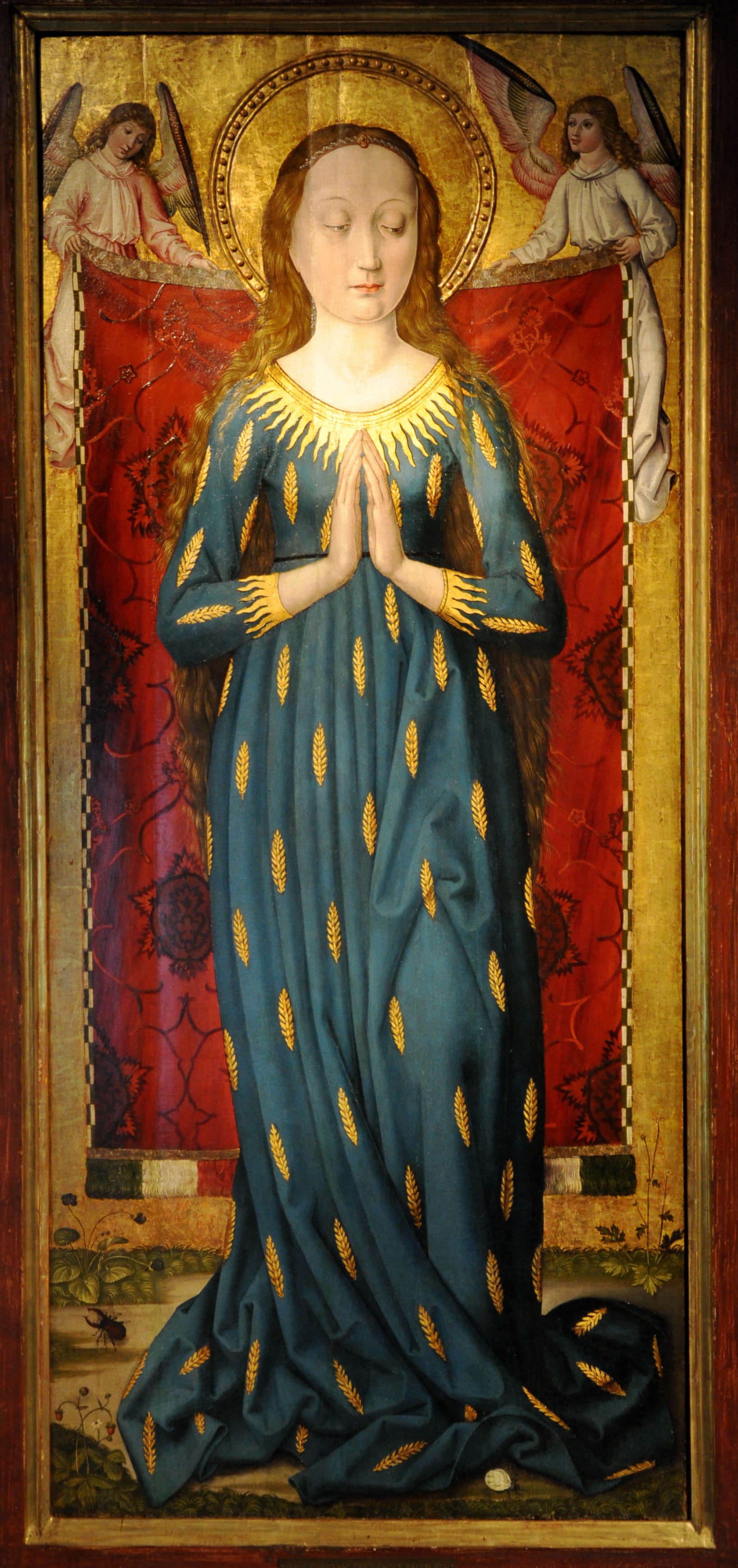
Ährenkleid- madonna (Salzbourg).
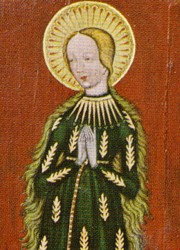
Vierge aux épis (Stift Schlägl).
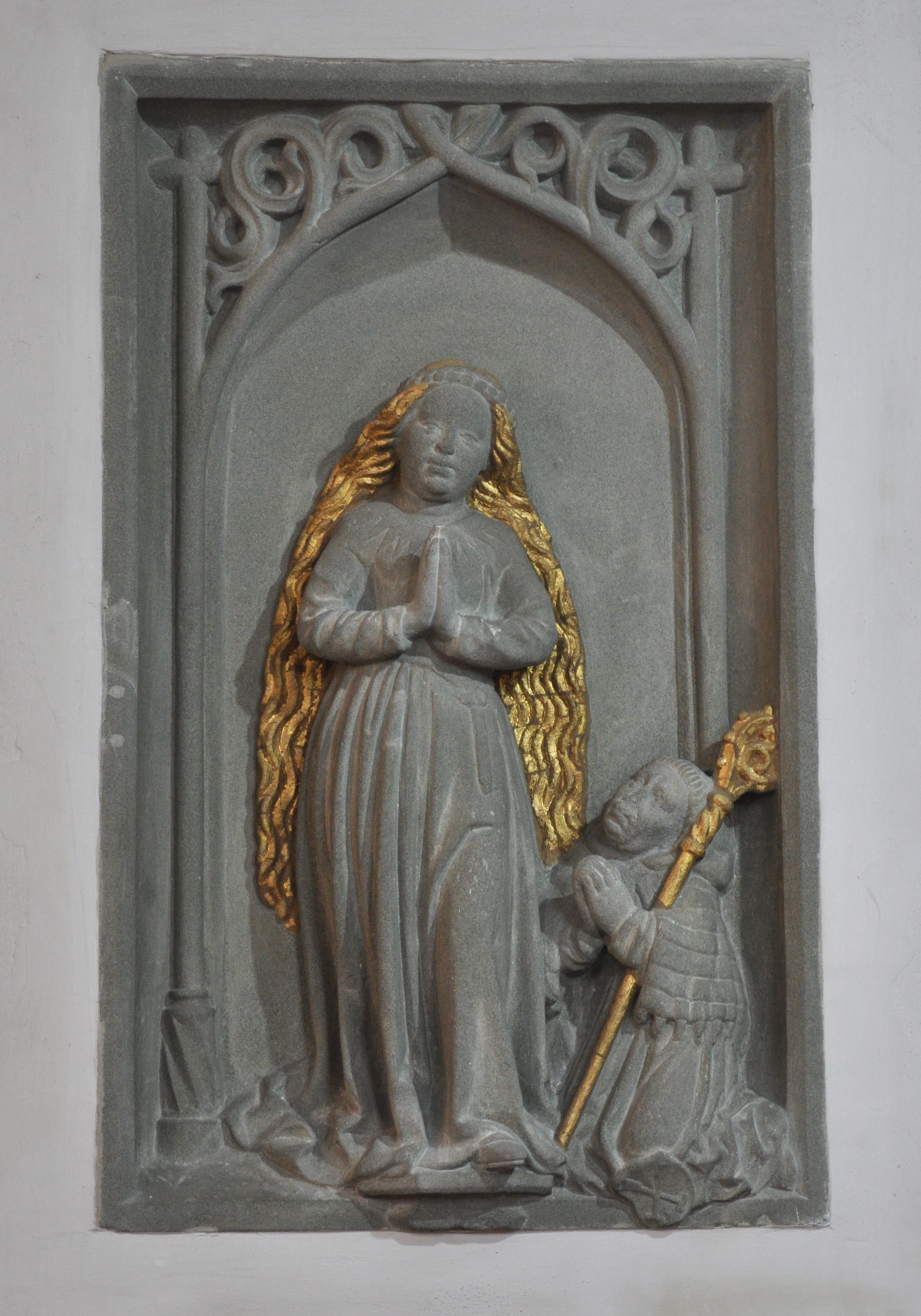
Vierge aux épis (Ravensburg).
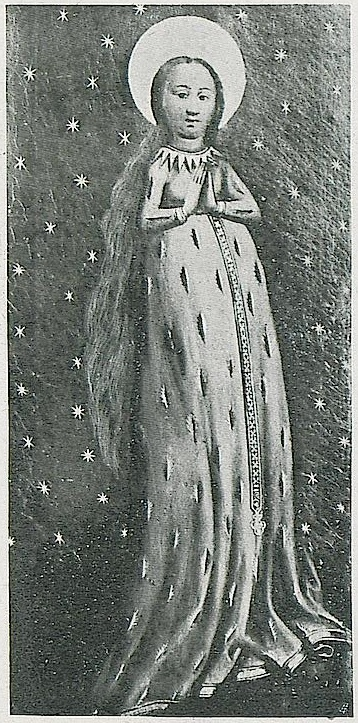
Vierge aux épis.
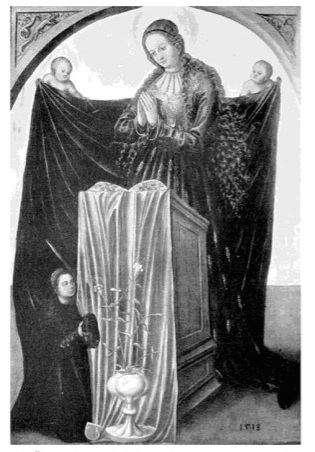
Vierge aux épis (atelier de Cranach).
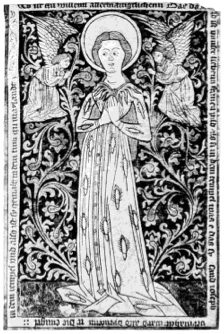
Vierge aux épis (Munich).
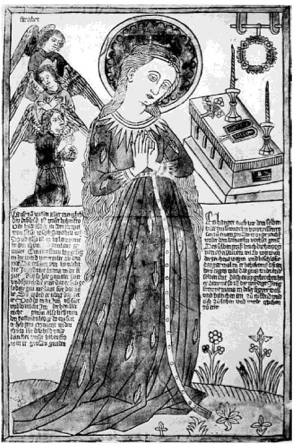
Vierge aux épis (Zurich).
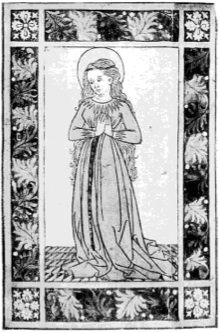
Vierge aux épis (Nuremberg).